# Linden (Szlezwik-Holsztyn)
Linden – miejscowość i gmina w Niemczech, w kraju związkowym Szlezwik-Holsztyn, w powiecie Dithmarschen, wchodzi w skład urzędu Kirchspielslandgemeinden Eider.

## Współpraca
Miejscowości partnerskie:
- Cuijk, Holandia
- Lalín, Hiszpania
- Lalinde, Francja
- Lubbeek, Belgia
- St. Georgen am Walde, Austria